# Commercial Journal
El Commercial Journal  fue un periódico de mediados del siglo XIX de Pittsburgh, Pensilvania, Estados Unidos.

## Primeros años
El periódico fue fundado con el nombre de Spirit of the Age  por J. Heron Foster, J. McMillin y J. B. Kennedy el 19 de abril de 1843, con Foster como editor. Se publicaban ediciones tanto diarias como semanales.
R. White Middleton compró el nuevo periódico a mediados de 1844 y se encargó de su edición durante menos de un año hasta que «la enfermedad, la pobreza y la opresión» le llevaron a dimitir. Foster retomó el cargo durante un breve período de tiempo antes de fundar el Pittsburgh Dispatch.

## La era Riddle
A mediados de 1845, el título del diario cambió con su nuevo propietario a Daily Commercial Journal and Spirit of the Age, hasta que finalmente se suprimió la segunda mitad del nombre. El nuevo título manifestaba que el periódico trataba de atender más que antes a los intereses de «el fabricante, el granjero y el comerciante». El nuevo editor Robert M. Riddle, antes jefe de correos de Pittsburgh y editor del Advocate, prometió reemplazar la anterior neutralidad política del periódico por un punto de vista «totalmente Whig» en consonancia con su propia afiliación política a dicho partido, de carácter liberal.
En 1853 Riddle ganó con el respaldo del Partido Whig las elecciones a la alcaldía de Pittsburgh, puesto que desempeñó un solo año, a la par que seguía dirigiendo el periódico. Al hundirse poco después el Partido Whig, Riddle y el Journal pasaron a apoyar al efímero Partido Americano antes de posicionarse a favor del nuevo y prometedor Partido Republicano, todos ellos defensores de una firme postura unionista y contraria a la esclavitud. 
El semanario abolicionista Saturday Visiter, fundado por la editora Jane Swisshelm en 1847, se publicaba desde la oficina del Commercial Journal. En 1854 se fusionó con la edición semanal del Journal, llamado en esa época Family Journal, dando lugar al Family Journal and Saturday Visiter. Swisshelm editaba la sección Visiter Department, desde donde apoyaba diversas causas, como la defensa de los derechos de la mujer y el Movimiento por la Templanza, contra el consumo de bebidas alcohólicas, y la oposición a la esclavitud.
Riddle dirigió el Journal hasta 1858, cuando su delicada salud le obligó a vendérselo a Thomas J. Bigham, que asumió el cargo de editor.

## Consolidación
El Commercial Journal  se unió al periódico más antiguo de Pittsburgh, el Gazette, al comienzo de la Guerra Civil en 1861. El denominado Daily Pittsburgh Gazette and Commercial Journal  expresó que «Ambos periódicos han defendido durante mucho tiempo los mismos principios políticos y apoyado la misma causa, de modo que no era oportuno para el interés público y político que publicaran por separado, mientras que, por el contrario, para los anunciantes la unión de ambos supondrá un gran beneficio».